# Motörizer
Motörizer — дев'ятнадцятий студійний альбом англійської групи Motörhead, який був випущений 26 серпня 2008 року.

## Композиції
1. Runaround Man - 2:57
2. Teach You How to Sing the Blues - 3:03
3. When the Eagle Screams - 3:44
4. Rock Out - 2:08
5. One Short Life - 4:05
6. Buried Alive - 3:12
7. English Rose - 3:34
8. Back on the Chain - 3:24
9. Heroes - 4:59
10. Time Is Right - 3:14
11. The Thousand Names of God - 4:33

## Склад
- Леммі Кілмістер - вокал
- Філ Кемпбелл - гітара
- Міккі Ді - ударні